# Cá mòi di cư

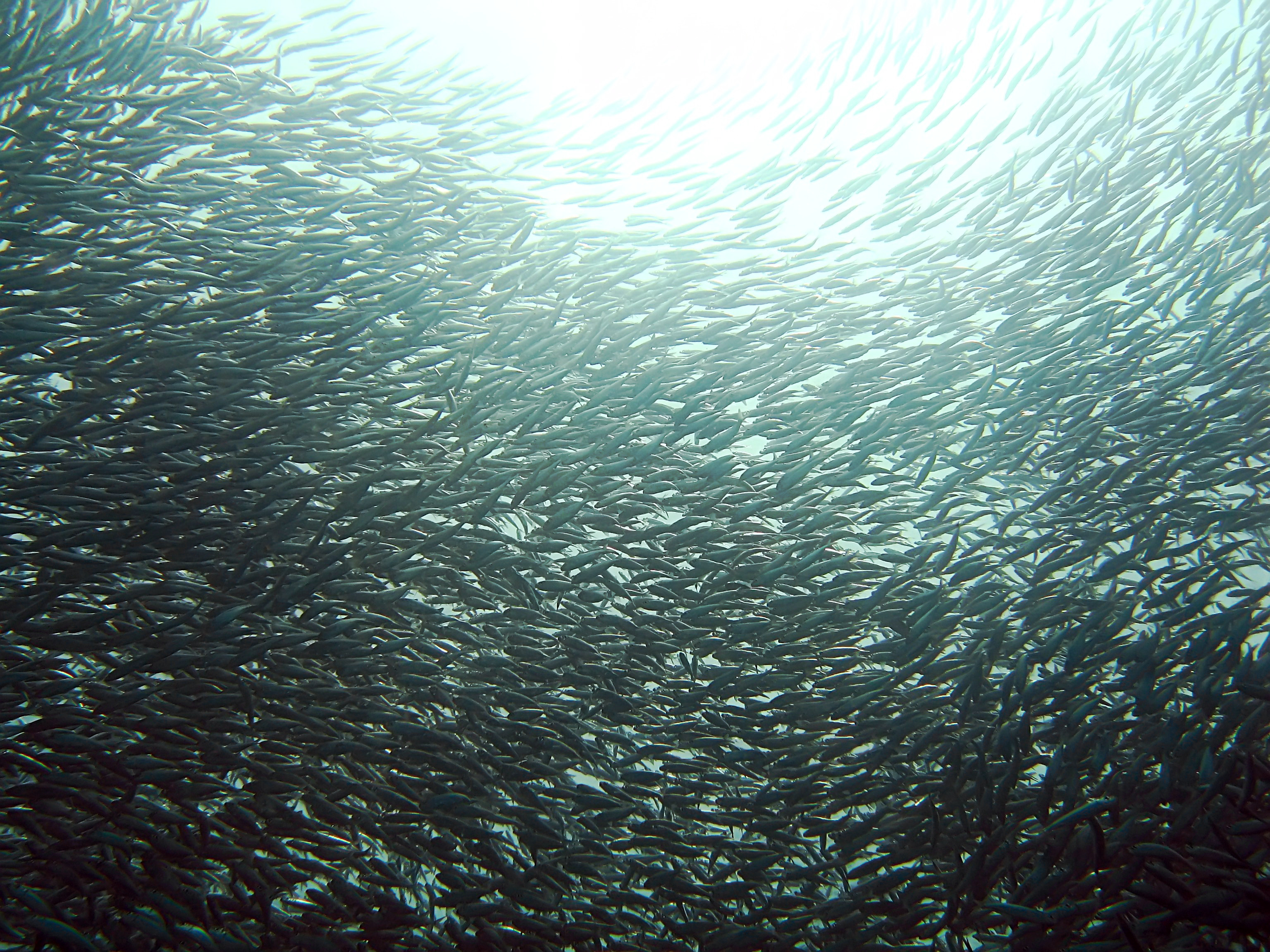
Sóng cá mòi được hình thành bằng cánh di chuyển cạnh nhau, nhịp nhàng như đang khiêu vũ và quấn lấy nhau (Shoaling and schooling) để tạo thành khối cầu cá (bait balls)

Cá mòi di cư là hiện tượng các con cá mòi di chuyển tập trung với nhau thành từng đợt sóng cá lớn và di chuyển đến các vùng nước ấm theo lịch trình bản năng của chúng. Cuộc di cư của đàn cá mòi dài 15 km, rộng 3,5 km và sâu đến 40 mét. Hành trình của những đàn cá khổng lồ này lớn đến nỗi có thể nhìn thấy được từ vệ tinh. Cảnh tượng ngoạn mục như thế được gọi tên là cuộc chạy trốn của cá mòi hay hiện tượng chạy trốn của cá mòi và đây là một cuộc di cư vĩ đại hàng năm.
Việc di cư của cá mòi là một sự kiện lớn trong tự nhiên, thu hút nhiều loài động vật săn mồi và cả con người như một bữa tiệc, một nguồn cung cấp thực phẩm lớn. Các cuộc di cư của đàn cá mòi được ghi nhận ở Mũi Point của Nam Phi, cá mòi bơi thành đàn lớn đi lên đường bờ biển mũi Northern Eastern và Kwa-Zulu Natal, nhất là chỗ nước sâu thuộc bờ biển phía Nam châu Phi trong đó có bờ biển Agulhas là nhà của hàng tỷ con cá mòi. Ngoài ra còn ở vùng biển gần đảo Pescador của Philippines, ngoài khơi bờ biển Mexico, và cuộc di cư quy mô nhỏ trên sông Hồng khi cá mòi ngược sông để đẻ.

## Thời điểm

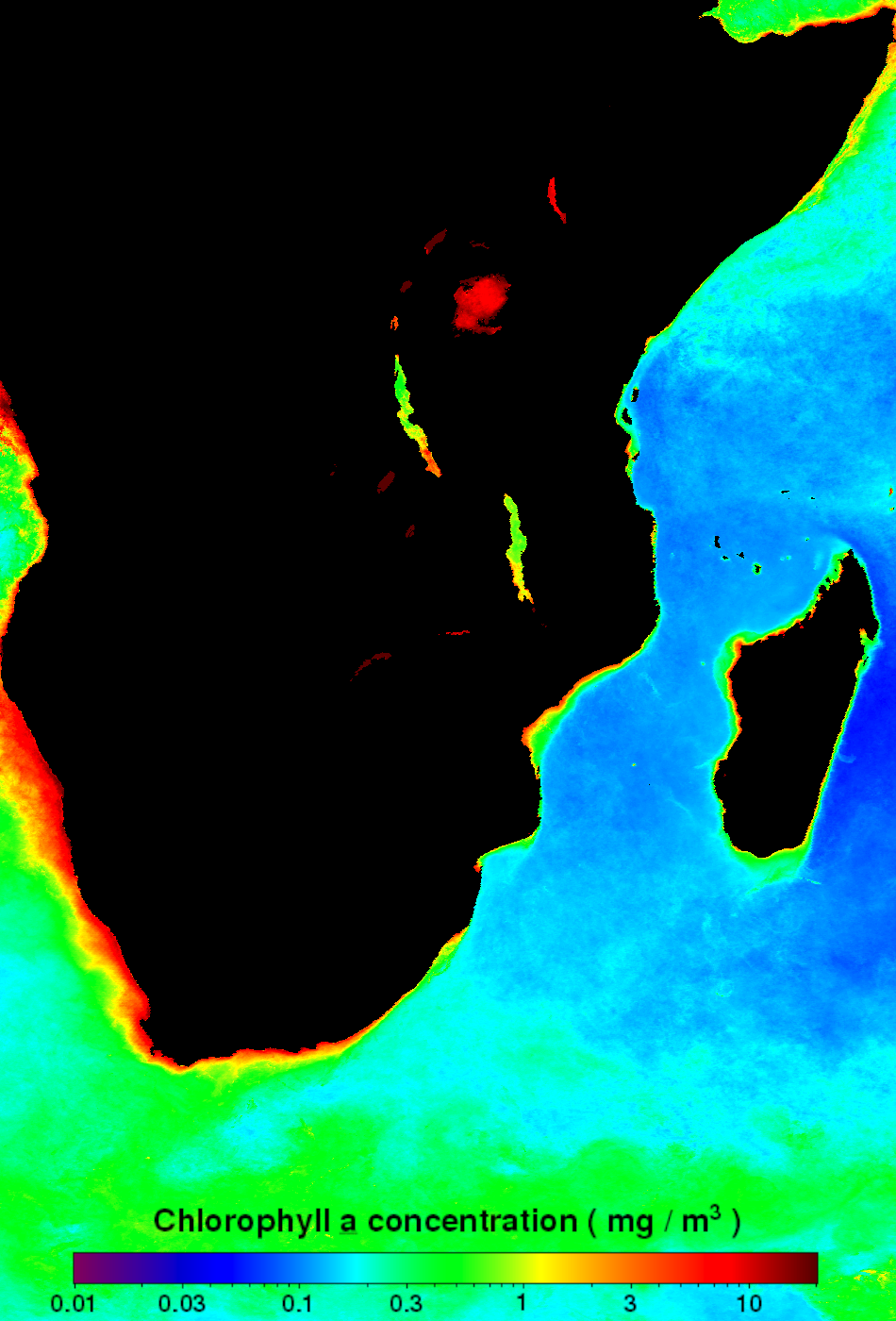
Bản đồ mô tả sự di cư của cá mòi

Cá mòi tên tiếng Anh là pilchard hay sardine  là một vài loài cá dầu nhỏ thuộc họ cá trích. Tên Sardine được đặt theo tên một hòn đảo Địa Trung Hải của Sardina. Cá mòi có thân dài, chiều ngang hình bầu dục. Lưng chúng có màu hơi xanh hoặc nâu, bụng có màu bạc. Cá mòi ăn rong rêu, trứng cá, lăng quăng và các loại tôm tép nhỏ. Ban ngày cá mòi ở độ sâu khoảng 30 – 60 m và ban đêm chúng trồi lên ở độ sâu 15 – 30 m. Cá mòi có một chiếc đồng hồ sinh học chính xác, giống với đồng hồ sinh học của cá hồi ở phương Tây. Trứng cá mòi nở ra ở nước ngọt, cá con lớn lên theo dặm dài sông suối chảy ra biển cả để tới khi xuân về, mùa sinh sản tới chúng lại ngược dòng về đúng nơi mình sinh ra để làm công việc bổn phận của chúng là sinh sản.
Bên cạnh đó vào cuối xuân và mùa hè cá mòi di cư về phía bắc, kiếm mồi tại các vùng bờ biển. Mùa thu chúng lại kéo về phía nam để tránh mùa đông trong các vùng biển sâu. Hằng năm, từ tháng 5 đến tháng 7, loài cá mòi trong vùng nước lạnh ở phía nam châu Phi di chuyển về phía bắc, dọc theo bờ biển phía đông để vào Ấn Độ Dương, di cư tới vùng nước ấm, ngoài ra, hàng nghìn cá mòi bơi từ vùng nước lạnh ở Agulhas, Nam Phi, tới vùng nước ấm vào tháng 7 hàng năm. Mỗi năm, giữa những tháng 5 và tháng 7, hàng triệu con cá mòi bơi về hướng bắc từ những đại dương phía Nam ngoài khơi Mũi Point của Nam Phi, chúng bơi thành đàn lớn đi lên đường bờ biển mũi Northern Eastern và Kwa-Zulu Natal.
Cuộc di cư của cá mòi kéo dài vài ngày. Nó thường xảy ra trong khu vực trong khoảng từ tháng 5-7 hàng năm khi hàng triệu con cá mòi đẻ trứng trong vùng nước lạnh ở phía nam châu Phi di chuyển lên phía bắc để vào Ấn Độ Dương. Ở Việt Nam, từ tháng giêng đến tháng tư âm lịch là mùa giăng lưới đón cá mòi. Khi mưa rơi đầu xuân làm ấm mặt nước sông Hồng cũng là lúc cá mòi từ biển ngược dòng trở về, từ tháng giêng đến tháng tư âm lịch là mùa các làng chài ven sông Hồng giăng lưới đón cá mòi. Như vậy sự kiện này diễn ra trong khoảng tháng 5 đến tháng 7, nhưng nó không luôn luôn diễn ra hàng năm. Vào năm 2003, lần thứ 3 trong 23 năm, cá mòi không di cư thành đàn lớn ít nhất là có thể nhìn thấy gần mặt nước trong khi vào năm 2006 cũng không thấy. Các cuộc di cư trở nên không tiên đoán được, cá mòi đang lợi dụng sự mở rộng khí hậu ôn hòa khi nhiệt độ nước hạ xuống dưới 20 độ C, chúng cũng đang tiến về vùng nước ấm nơi thức ăn khan hiếm hơn.

## Cách thức
Cá mòi thường di cư theo đàn, chúng thường bơi với số lượng hàng triệu con, chúng rẽ nước vụt lao đi trong lòng đại dương, việc cá mòi di cư tạo nên những màn khiêu vũ tuyệt đẹp trong lòng đại dương. Cảnh tượng hàng triệu con cá mòi bơi theo đàn và cuộn lấy nhau trong cuộc di cư khổng lồ thường niên đã tạo nên một cảnh tượng ngoạn mục. Những con cá mòi lóng lánh ánh bạc, di chuyển thành đàn lớn, tạo ra những hình thù kì dị. Tuy nhiên, khi phát hiện ra chướng ngại, chúng động loạt di chuyển sang các phía để tránh. Khi gặp kẻ thù hay chướng ngại vật, đàn cá khổng lồ nhanh chóng biến hình, tạo ra những cảnh tượng kì vĩ. Để chống lại những loài cá lớn như cá mập, cá heo, cá voi hay chim ó bao quanh, đàn cá mòi kết thành khối cầu khổng lồ, đường kính 20m, cuồn cuộn lao đi với số lượng hàng chục triệu con, đàn cá thực sự là khối cầu khổng lồ dưới đáy đại dương. 

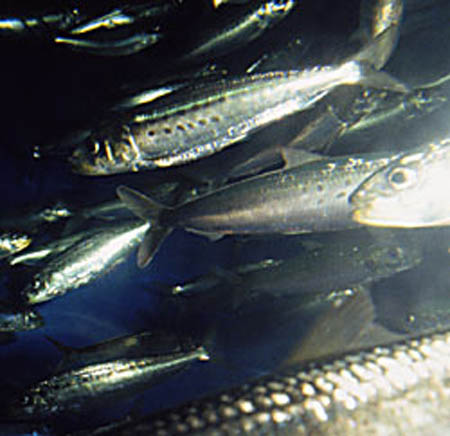
Cận cảnh một làn di chuyển của cá mòi

Việc di chuyển theo đàn giúp chúng tránh kẻ thù và tăng khả năng sống sót hơn so với việc di chuyển một mình. Dù đàn cá đen đặc nhưng việc chạm vào những chúng là rất khó khăn bởi chúng di chuyển linh hoạt. Những con cá nhỏ bé luôn giữ khoảng cách nhất định với những vật thể di chuyển xung quanh nó. Những con cá lấp lánh nhỏ có thể tạo thành những đàn cá trải dài 15 km, rộng 3,5 km và dày tới 40m. Với kích cỡ khổng lồ, cuộc di cư có thể nhìn thấy từ bên ngoài vũ trụ. Kết hợp lại với nhau, cá mòi là những vũ công thực sự dưới đại dương bởi khả năng di chuyển linh hoạt. Hành trình mang lại nguồn thức ăn lớn cho các loài sinh vật biển. Đây có thể được coi là bữa tiệc của những loài săn cá mòi. Tuy nhiên, bữa tiệc đó không hề dễ để thưởng thức bởi việc di chuyển thành đàn khiến những loài săn cá mòi khó để tấn công chính xác con mồi, dù vây quanh nó toàn là thức ăn.
Sống thành bầy là một phương pháp tự vệ rất hữu hiệu của cá mòi, vì bầy cá không thể bị cá lớn ăn thịt đến tuyệt giống. Những con cá mòi có mong muốn được chết, bản năng cảm tử bắt buộc hành vi của chúng. Tuy nhiên chúng cũng trình diễn một cơ chế phòng vệ đủ để làm nản lòng sự đánh phá ban đầu của kẻ thù, nhưng chỉ một thời gian ngắn. Bằng cách xếp lại gần nhau, toàn bộ khối cá mòi làm giảm thiểu khả năng bị bắt, mỗi cá nhân dễ bị ăn hơn một nhóm lớn và chiến thuật này đủ ngăn cản nhiều kẻ đi săn tiềm năng. Thậm chí chúng còn vây bủa cá cá mập khiến cá mập hoàn toàn không tìm được lối đi sau khi bị đàn cá mòi bao vây trong cuộc di cư thường niên của cá mòi dọc theo bờ biển Nam Phi
Hàng triệu cá mòi di chuyển, cuộn lấy nhau tạo nên những đợt sóng cá trong đại dương trong từ cuộc di cư của loài cá mòi. Chúng đông tới mức che hết ánh nắng mặt trời, cho dù ở giữa ban ngày, nhưng đột nhiên bầu trời trên mặt biển tối sầm lại. Đàn cá đã chặn ánh sáng mặt trời, biến ngày thành đêm. Số lượng cá mòi đông tới nỗi không ai có thể biết chính xác có bao nhiêu con tham gia chuyến di cư như thế này. Chúng sống theo bầy đàn để chống lại những kẻ ăn thịt. Di chuyển theo bầy đàn là cách tốt nhất đối với cá mòi nếu chúng muốn sống sót giữa biển cả bao la. Vào mùa hè, những đàn cá mòi phân tán thành từng nhóm nên rất khó tìm thấy.

## Kẻ săn mồi
Cá heo và chim ó biển chính là những bậc thầy săn cá mòi. Cá voi Bryde cũng sống nhờ vào cá mòi. Cá voi Bryde hầu như không hề ngoi lên mặt nước để thở và ít khi để lộ mình. Tuy cơ thể dài đến 15m, nhưng nó có thể biến mất một cách dễ dàng trong lòng biển. Giống như tất cả những kẻ săn mồi khác, mùa hè là khoảng thời gian cá voi Bryde bị đói. Chúng tìm kiếm những bãi cá ngoài khơi và chờ đợi sự di cư của cá mòi vào mùa đông để công việc đi săn được thuận lợi hơn Cá mòi còn là món ăn ưa thích của cá cờ, cá cờ săn món ăn ưa thích của chúng là cá mòi, cá cờ thường bơi đến khu vực biển Mexico hằng năm vào dịp cá mòi đi qua nơi đây và với tốc độ rất nhanh, cá cờ săn cá mòi rất hiệu quả.
Cuộc du hành bắt đầu từ vùng nước lạnh ngoài khơi mũi cực nam của châu Phi, nơi những con cá mòi tập trung thành hàng trăm đàn cá mờ ảo xoáy tròn báo trước chuyến di cư lớn dài một ngàn cây số. Bị kẹp chặt trong một hành lang hẹp nhiều sinh vật phù du của vùng nước lạnh, với đường bờ biển châu Phi ở một phía, và dòng nước ấm Ấn Độ Dương ở phía kia, cá mòi đi thắng vào ổ phục kích của những kẻ đi săn đang đợi sẵn. Cuộc săn bắt đầu với những con cá heo đông đúc hàng ngàn con rượt đuổi và nuốt chửng đàn cá khổng lồ đang di chuyển trước khi dòng nước mà chúng đang đi theo rời khỏi bờ biển ở Mozambique để hướng xa về phía đông vào Ấn Độ Dương.
Cá heo sử dụng hệ thống phát tín hiệu của mình để thăm dò đàn cá mòi. Khi tìm thấy, đàn cá heo tiến hành tách bầy cá mòi ra và dồn từng nhóm nhỏ cá mòi vào thành khối tròn như một quả bóng nổi lên gần mặt nước, những con cá heo lập thành đội hình tấn công khéo léo. Chúng xếp thành một đội, xé lẻ đàn cá mòi ra thành những đàn nhỏ hơn. Bị xé lẻ khỏi khối cá lớn mà trước đây làm cho những kẻ thù ban đầu bối rối, khuynh hướng lập thành đàn của cá mòi khi bị đe dọa giờ đây đã là kiểu ưa thích của kẻ đi săn. Bị săn đuổi bởi kẻ thù, cá mòi tạo thành những nhóm đông đúc và hoảng loạn được gọi là quả cầu mồi, có đường kính rộng đến 10 mét. Cá hep tăng tốc bơi nhanh và nuốt gọn những con mồi sáng bạc kém may mắn, đồng thời đàn cá heo ép đàn cá mòi vào những vùng nước cạn hơn, ở đó mối đe dọa tăng lên gấp bội.
Có thời gian đẻ trứng trùng hợp với sự xuất hiện của đàn cá mòi khổng lồ, những con ó biển chờ sẵn khi mặt nước sủi bọt, dấu hiệu báo bữa tiệc cặp đôi đã đến. Ó biển bổ nhào xuống từ trên không, băng qua mặt nước như những ngư lôi để bắt những con cá đã bị bao vây. Khi những con cá heo làm rối loạn đội hình của cá mòi, nhân dịp đó, những con ó biển lao thật nhanh xuống biển từ độ cao 30m với tốc độ khoảng 100 km/giờ để bắt lấy cá mòi. Mỗi lần như thế, chim ó biển phải đối mặt với một lực rất lớn khi va chạm mặt nước. Một sự nhầm lẫn dù nhỏ nhất trong tính toán cũng có thể khiến chúng phải chết. Cuộc tiếp xúc với mặt biển đôi khi làm gãy cả cổ của ó biển.
Song song với đó, sự tàn sát xảy ra khi cá mồi bị bắt từ dưới và cả từ trên cao. Những quả cầu mồi tạo thành rồi tạo thành lại không bao giờ tồn tại lâu hơn 10 phút. Sau đó nhiều con cá mập xuất hiện làm cho cuộc săn mồi đến lúc điên cuồng nhất. Chính sự dồi dào thức ăn như thế mà những kẻ săn mồi vốn có thể xung đột bây giờ chấp nhận lẫn nhau, chỉ chú tâm vào món cá ngon miệng có sẵn cho tất cả. Cùng với chim ó biển, cá heo và các loài cá mập là những con cá câu thể thao như cá ngừ, cá thu, những con chim như mòng biển, chim cốc, và cả cá voi và hải cẩu cũng theo sau đàn cá mồi một nơi nào đó cho tới mũi cực đông. Và cuối cùng là cá voi khổng lồ mà với một cú há miệng có thể nuốt trọn cả một khối cầu cá.

## Đánh bắt

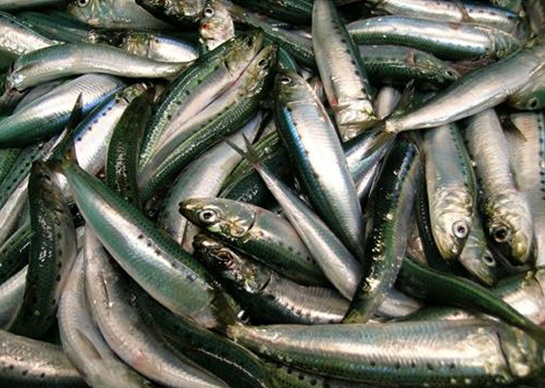
Đánh bắt cá mòi ở bờ biển phía nam châu Phi

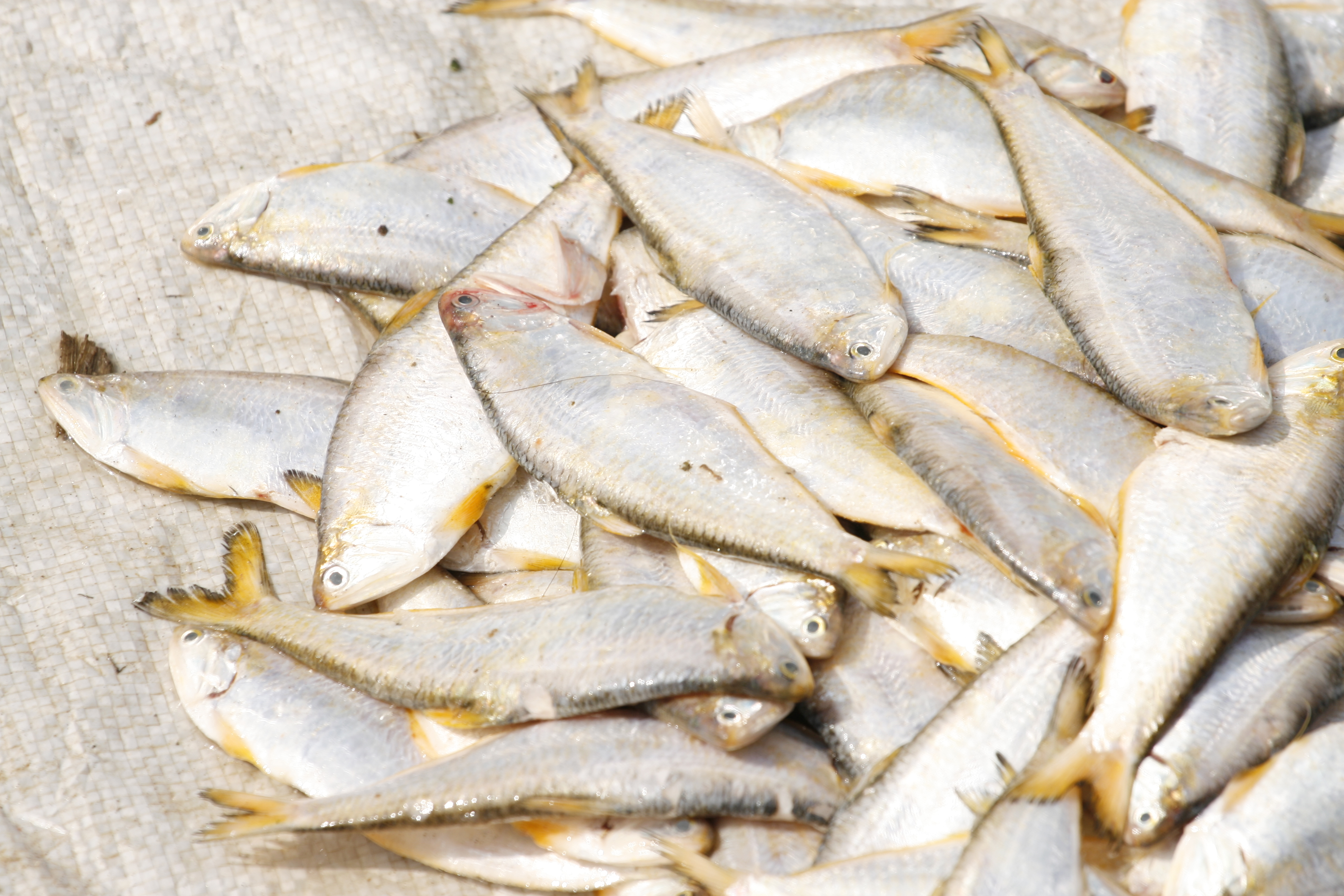
Cá mòi ở Việt Nam

Người dân nhiều địa phương cũng đánh bắt một số cá mòi để đông lạnh dùng suốt năm. Cuộc di cư của loài cá mòi diễn ra từ tháng 5 – 7 hàng năm. Số lượng mà con người đánh bắt được thường không gây tổn hại quá nhiều đến tổng số của đàn cá. Đến thời kỳ di cư, hàng trăm người đã đổ về các bờ biển của Nam Phi để theo dõi cuộc di cư này. Ngư dân ở vùng sông Hồng cũng săn cá mòi, từ tháng giêng đến tháng tư âm lịch là mùa giăng lưới đón cá mòi. Cá mòi càng vào sâu đất liền càng thấm vị phù sa thịt thơm và ngọt, còn cá đánh ở ngoài cửa biển thoảng có mùi khai. Mùa cá mòi bơi từ biển về sông Hồng, nở ra ở sông, cá mòi con bơi ra biển rồi tới tháng ba, chúng lại bơi về để đẻ trứng. Một giờ thả lưới, ngư dân có thể đánh được vài chục kg cá căng bụng trứng.
Cá mòi trên sông Hồng có nhiều từ tháng giêng đến tháng tư âm lịch và rộ nhất vào thời điểm hoa gạo  nở. Vào mùa này, các làng chài dọc sông Hồng đều thả lưới đánh cá mòi. Trong đó, bến đò Vũ Điện (xã Hoàng Hanh, thành phố Hưng Yên) được xem là vựa cá mòi lớn nhất. Ở đây mực nước sâu, lại là ngã ba sông Hồng, sông Luộc, sông Nam Định, nên cá về nhiều. Người dân miền Bắc có một truyền thuyết kỳ lạ về cá mòi, rằng cá do chim ngói hóa thành. Mùa thu, chim ngói bay ra biển và hóa thành cá mòi. Sang xuân, cá bơi ngược về rừng để biến thành chim ngói. Truyền thuyết này lý giải vì sao cứ đến mùa sinh sản, cá lại bơi từ biển vào sông để đẻ trứng và khi mổ, cá mòi có mề như mề của chim ngói.